# Xã Erin, Quận Hancock, Iowa
Xã Erin (tiếng Anh: Erin Township) là một xã thuộc quận Hancock, tiểu bang Iowa, Hoa Kỳ. Năm 2010, dân số của xã này là 202 người.